# Klasztor Franciszkanów w Nazarecie
Klasztor Franciszkanów w Nazarecie − zespół klasztorny powstały w 1620 roku wraz z przyległą Bazyliką Zwiastowania Pańskiego i Kościołem św. Józefa w mieście Nazaret, na północy Izraela. Jest to siedziba wspólnoty franciszkańskiej.
Klasztor został zbudowany w 1620 roku. Współczesny kościół św. Józefa wybudowano w 1914 roku. Natomiast współczesną bazylikę konsekrowano w 1969 roku.

## Historia

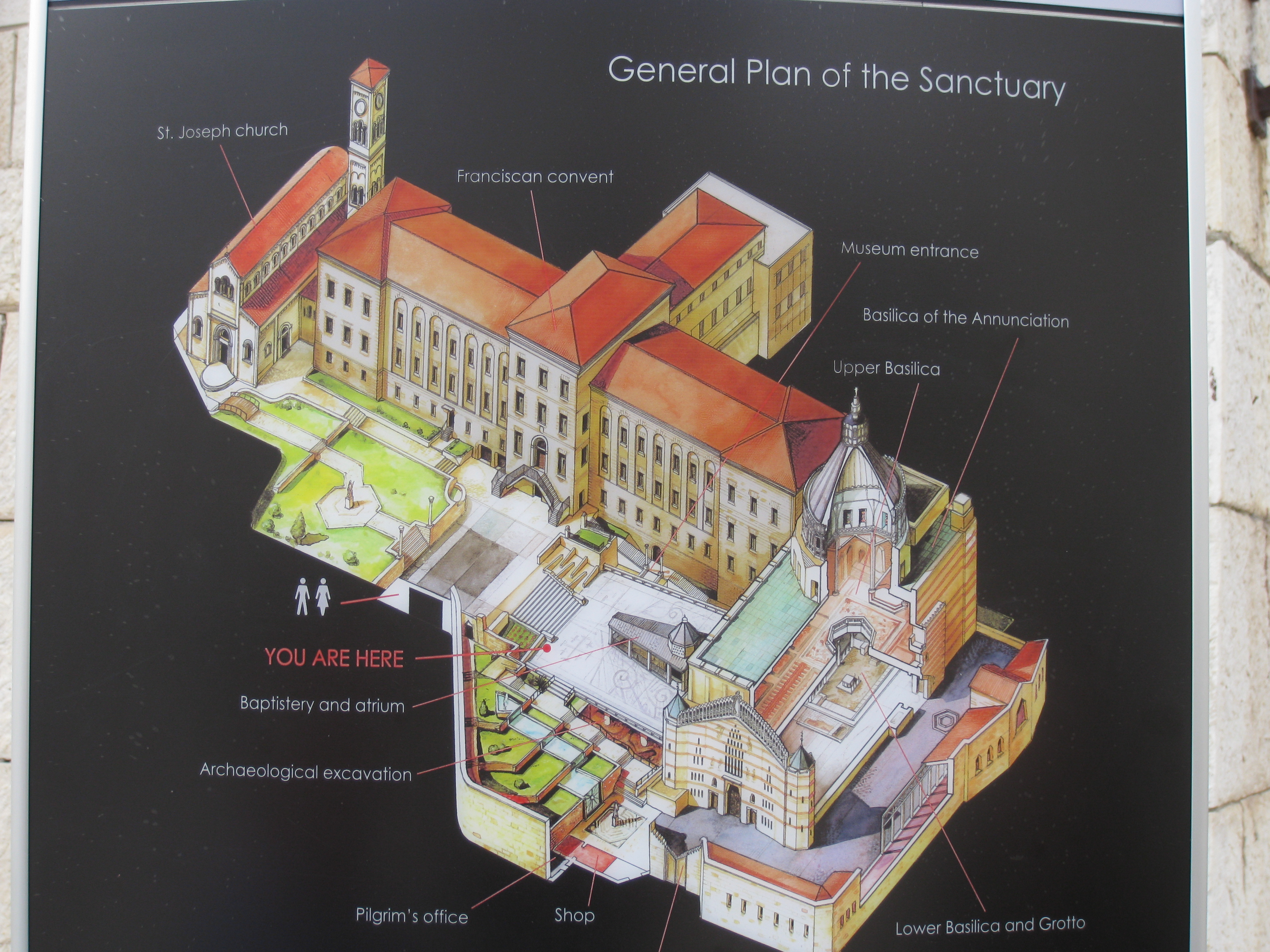
Plan całego kompleksu sakralnego

W 1620 roku franciszkanie z Kustodii Ziemi Świętej weszli w posiadanie ruin katedry i Groty Zwiastowania w Nazarecie. Emir Fachr ad-Din II zezwolił im na odbudowanie Kościoła Zwiastowania Pańskiego i wybudowanie obok niego budynku mieszkalnego dla zakonników. Początkowo nie decydowano się na odbudowę kościoła, jednak niewielka kaplica franciszkańska nie była w stanie pomieścić stale rosnącej liczby pielgrzymów. Równocześnie rosła liczba wiernych w parafii w Nazarecie. Z tego powodu wystąpiono o zgodę na budowę kościoła. W 1730 roku szejk Dhaher al-Omar wydał stosowne zezwolenie, dzięki czemu 15 października 1730 roku ukończono budowę skromnego kościoła Zwiastowania Pańskiego. Grota Zwiastowania znalazła się w jego wnętrzu. Całość kompleksu klasztornego była otoczona wysokim murem i przypominała fortecę. Grotę Zwiastowania zwiedzili w 1799 roku Napoleon Bonaparte, Jean-Baptiste Kléber oraz Jean Andoche Junot. Przez cały ten czas budynki mieszkalne klasztoru franciszkanów służyły jako schronisko dla pielgrzymów. W XIX wieku wybudowano nowy dom pełniący funkcję schroniska i noclegowni dla pielgrzymów.
W 1930 roku wyburzono stare zabudowania i na ich miejscu wzniesiono współczesne budynki klasztorne. Mieszczą one sąd religijny, katolicką szkołę Saint Terra oraz małe muzeum w podziemiach. Podczas prac budowlanych rozebrano także wysoki mur ogrodzenia, zastępując go niższym i bardziej nowoczesnym.

## Opis budynku
Budynek klasztoru ma długość prawie 100 metrów, posiada trzy kondygnacje i jest przykryty czerwoną dachówką. Dobudowane od strony wschodniej dodatkowe skrzydło powoduje, że całość budowli ma kształt litery "T". Na skraju północnego skrzydła wzniesiono wieżę zegarową, do której przylega kościół św. Józefa.

## Obecne wykorzystanie
Obecnie w klasztorze przebywa około 20-30 mnichów franciszkańskich. Na dolnym piętrze znajduje się stała wystawa ze zdjęciami klasztoru i Bazyliki Zwiastowania Pańskiego, wraz ze starymi fotografiami arabskiej wioski Nazaret. W podziemiach jest niewielkie muzeum poświęcone historii bazyliki Zwiastowania Pańskiego. Klasztor mieści także katolicką szkołę Saint Terra.

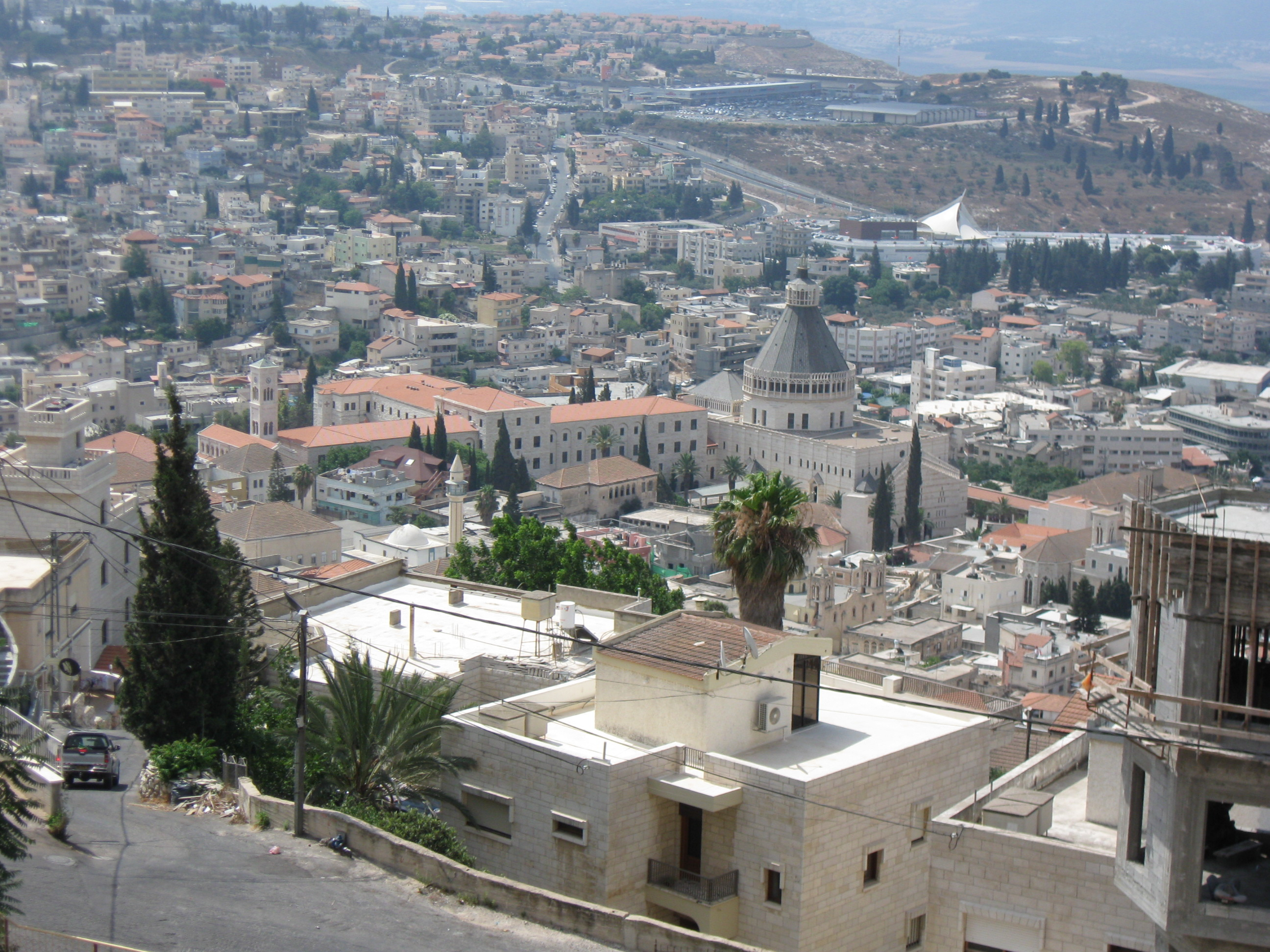
Panorama Nazaretu z klasztorem Franciszkanów i bazyliką Zwiastowania Pańskiego